# Čenkov
Čenkov (německy Tschenkau) je obec v okrese Příbram ve Středočeském kraji, asi 10 km severně od Příbrami. Žije zde 384 obyvatel.

## Historie
První písemná zmínka o obci pochází z roku 1454.

## Obecní správa

### Části obce
- Čenkov (k. ú. Čenkov u Příbramě)

K obcí patří také Bílá Huť a Komorsko.
Sousedními obcemi sídla jsou Hostomice, Pičín, Bratkovice, Hluboš, Jince a Běštín.

### Územněsprávní začlenění
Dějiny územněsprávního začleňování zahrnují období od roku 1850 do současnosti. V chronologickém přehledu je uvedena územně administrativní příslušnost obce v roce, kdy ke změně došlo:
- 1850 země česká, kraj Praha, politický i soudní okres Hořovice[4]
- 1855 země česká, kraj Praha, soudní okres Hořovice
- 1868 země česká, politický i soudní okres Hořovice
- 1939 země česká, Oberlandrat Plzeň, politický i soudní okres Hořovice[5]
- 1942 země česká, Oberlandrat Praha, politický okres Beroun, soudní okres Hořovice[6]
- 1945 země česká, správní i soudní okres Hořovice[7]
- 1949 Pražský kraj, okres Hořovice[8]
- 1960 Středočeský kraj, okres Příbram
- 2003 Středočeský kraj, okres Příbram, obec s rozšířenou působností Příbram

## Společnost

### Rok 1932
V obci Čenkov (přísl. Komorsko, 654 obyvatel, průmysl železářský) byly v roce 1932 evidovány tyto živnosti a obchody: 2 obchody s dřívím, fotoateliér, geometr, 5 hostinců, inženýr, konsum Včela, mlýn, 3 obuvníci, pekař, 3 řezníci, sedlář, 2 obchody se smíšeným zbožím, stavební bytové družstvo, obchod se střižním zbožím, 2 trafiky, velkostatek Hořovice.

## Zajímavost
V roce 1911 nebo 1912 ve zdejších železárnách pracoval pozdější jugoslávský prezident Josip Broz Tito.

## Doprava

### Dopravní síť
Obcí vede silnice II/118 Nové Dvory – Budyně nad Ohří – Slaný – Kladno – Beroun – Zdice – Příbram – Kamýk nad Vltavou – Krásná Hora nad Vltavou – Petrovice. Do obce dále vedou silnice III. třídy.

### Autobusová doprava 2024
Autobusovou dopravu v obci Čenkov zajišťuje společnost Arriva Střední Čechy. Obec je součástí Pražské integrované dopravy (PID). V obci se nacházejí zastávky Čenkov, Čenkov,U Kříže a Čenkov,Záv. Obcí prochází autobusová linka 531 a obec je také výchozí nebo konečnou pro linku 640. Linka 531 směřuje z Příbrami do Jinců a Hořovic. Linka 640 propojuje Čenkov, Jince, Běštín, Hostomice, Lhotku, Lochovice, Libomyšl, Chodouň a Zdice.

### Železniční doprava 2024
Územím obce prochází železniční trať 200 Zdice–Protivín. Stanice či zastávka na území obce nejsou. Nejbližší železniční stanicí směrem do Zdic jsou Jince a směrem do Protivína je to železniční stanice Bratkovice.

## Turistika
- Cyklistika – Obcí vede cyklotrasa č. 302 Příbram - Čenkov - Jince - Hořovice.
- Pěší turistika – Obcí vedou turistické trasy  Jince - Čenkov - U Komorska a  Komárov - Jince - Čenkov - Buková u Příbramě - Rosovice.